# Ulf Timmermann
Ulf Timmermann (* 1. listopadu 1962, Východní Berlín) je bývalý východoněmecký atlet, olympijský vítěz, mistr Evropy, dvojnásobný halový mistr světa a dvojnásobný halový mistr Evropy ve vrhu koulí.
22. května 1988 v řecké Chanii přehodil jako první koulař v historii 23 metrů a výkonem 23,06 m ustanovil nový světový rekord. O dva roky později vylepšil rekord Američan Randy Barnes, který v Los Angeles poslal kouli do vzdálenosti 23,12 m.
V roce 1988 se stal v jihokorejském Soulu olympijským vítězem. O čtyři roky později reprezentoval také na letních olympijských hrách v Barceloně, kde skončil na pátém místě (20,49 m).

## Osobní rekordy
Dráha
- Vrh koulí - (23,06 m - 22. května 1988, Chania) - Současný evropský rekord

Hala
- Vrh koulí - (22,55 m - 11. února 1989, Senftenberg) - Současný evropský rekord

Ostatní
- olympijský rekord - (22,47 m - 23. září 1988, Soul)
- HMS rekord - (22,24 m - 7. březen 1987, Indianapolis)
- HME rekord - (22,19 m - 21. února 1987, Liévin)